# Justicia vitzliputzli
Justicia vitzliputzli är en akantusväxtart som beskrevs av Gustav Lindau. Justicia vitzliputzli ingår i släktet Justicia och familjen akantusväxter. Inga underarter finns listade i Catalogue of Life.